# 1 TCN
Năm 1 TCN (trước công nguyên) là một năm trong lịch Julius. 

## Sự kiện

### Theo địa điểm

#### Nhà Hán
- Hán Ai Đế qua đời, em họ là Hán Bình Đế mới 8 tuổi được Vương Mãng đưa lên ngôi.[1]
- Vương Mãng được cô của mình là Thái hoàng thái hậu Vương Chính Quân bổ nhiệm làm Đại tư mã, trở thành Nhiếp chính của nhà Hán.[2]
- Đại tư mã Đổng Hiền, người từng là nam sủng của Hán Ai Đế, tự sát cùng vợ.[3]

#### Đế quốc La Mã
- Gaius Caesar cưới Livilla, con gái của Antonia Minor và Nero Claudius Drusus để nhận được sự tin tưởng và ủng hộ.[4]
- Nhà hát La Mã, Cartagena do Gaius và Lucius Caesar xây dựng đã hoàn thành.[5]
- Aulus Caecina Severus được Hoàng đế Augustus bổ nhiệm làm lãnh sự, thay cho Cossus Cornelius Lentulus Gaetulicus và Lucius Calpurnius Piso.[6]

#### Vương quốc Kush
- Natakamani kế vị Amanishakheto làm Vua của Kush.[7]

#### Triều đại Satavahana
- Satakarni III nối ngôi Kunatala Satakarni.[8]

## Sinh
- Nguyễn Thị Cẩm Hoa, danh tướng thời Hai Bà Trưng.[cần dẫn nguồn]

## Mất
- Triệu Phi Yến[9]
- 15 tháng 8 – Hán Ai Đế (sinh 27 TCN)[10][11]
- Đổng Hiền (sinh 23 TCN)[3]
- Phó hoàng hậu[12]